# Volkerak
Il Volkerak è un lago e un'ex-baia del delta del Reno, della Mosa e della Schelda nei Paesi Bassi. È situato tra le province dell'Olanda Meridionale a nord, del Brabante Settentrionale a sud e della Zelanda a ovest.

## Geografia

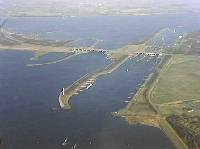
Volkeraksluizen

Il Volkerak delimita la parte meridionale dell'isola di Goeree-Overflakkee. Alla sua estremità nord-orientale, le chiuse Volkeraksluizen permettono il collegamento con l'Hollandsch Diep; la parte occidentale del Volkerak viene chiamata Krammer ed è separata dalla Schelda orientale attraverso le chiuse Krammersluizen.
A sud è collegato al Canale Schelda-Reno, che permette di raggiungere il porto di Anversa. A est, nel Volkerak sfociano il Dintel e il Steenbergse Vliet.

## Storia
Il Volkerak si è probabilmente formato in seguito all'inondazione di Santa Elisabetta del 1421, quando un mare interno si formò tra Dordrecht, Gorinchem e Roosendaal.

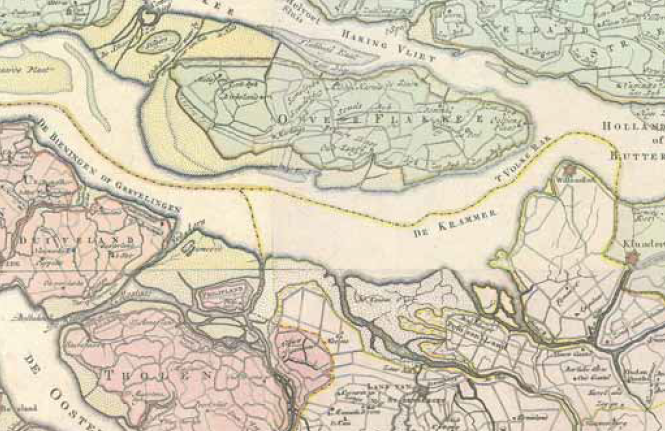
La regione nel 1773

Nel XVI e XVII secolo parte delle terre sono state recuperate e su di esse sono stati costruiti i villaggi di Steenbergen e Dinteloord. Dopo l'Inondazione causata dal mare del Nord nel 1953 la regione ha subito profonde modifiche per la realizzazione dei lavori del piano Delta, soprattutto attraverso la realizzazione delle chiuse alle due estremità del Volkerak. Originariamente costituito da acqua marina, dopo la realizzazione delle opere l'acqua è diventata dolce, leggermente salmastra.

## Ambiente
È stato calcolato che il tempo di ricambio delle acque del lago è pari a 270 giorni. Questo causa un alto tasso di inquinamento e una elevata proliferazione delle alghe e, conseguentemente, le acque non possono essere utilizzate né per l'irrigazione, né tantomeno per uso potabile. La balneazione è altresì interdetta.